# كأس سلوفاكيا 1996–97
كأس سلوفاكيا 1996–97 هو موسم من كأس سلوفاكيا. كان عدد الأندية المشاركة فيه 32، وفاز فيه نادي سلوفان براتيسلافا.